# Binaria visuale
In astronomia, una binaria visuale è una stella binaria che è visibile come tale ad occhio nudo o con un telescopio.
La maggior parte delle stelle binarie non sono visuali, perché troppo vicine tra loro o troppo distanti dalla Terra. In entrambi i casi le immagini delle due stelle si confondono in una sola e per rivelare la loro natura binaria occorre utilizzare altre tecniche, come per esempio la spettroscopia. Le binarie visuali sono quindi stelle relativamente vicine a noi e non troppo legate tra loro. Sono molto apprezzate dagli astrofili per la loro spettacolarità nella visione al telescopio.
Un esempio di binaria visuale visibile ad occhio nudo è Mizar, nella costellazione dell'Orsa Maggiore.

## Binarie ottiche
Alcune binarie visuali sono solo apparenti ossia non sono fisicamente collegate ma appaiono vicine solo per ragioni di prospettiva. In questo caso si parla di binaria ottica o doppia ottica o anche doppia prospettica.
La maggior parte sono però fisicamente collegate ed orbitano l'una attorno all'altra.